# 洪恩
洪恩（1510年—1571年），字從仁，又字汝承，號午塘，湖廣黃州府蘄州黃梅縣人，民籍，明朝政治人物。

## 生平
糿讀書馮茂山中，暑夜挑燈，蚊虫聚集嚙背而不知。嘉靖十六年（1537年）丁酉科湖廣鄉試第三十六名舉人。嘉靖十七年（1538年）中式戊戌科會試第四十七名，登第三甲第一百六十五名進士。授户部河南司主事，轉員外，即督儲江西，悉革常例，犒邉羡餘，皆詳請歸公。轉浙江衢州知府。會倭宼方盛，浙東西皆震驚。恩設法擒其間諜，檄諭礦洞，解散其黨。調任永昌府，寬宏慈祥，時有“洪母”之頌。擢太僕寺少卿，以疾歸，家居勸課子弟。年六十二卒。

## 家族
曾祖洪宇璇；祖父洪晟，知縣；父洪模，貢士。母胡氏。重庆下。